# Jeff Tweedy
Jeffrey Scot Tweedy (Belleville, 25 agosto 1967) è un cantante, compositore e chitarrista statunitense, leader della band Wilco.

## Biografia
Tweedy iniziò la sua carriera musicale unendosi al gruppo rockabilly The Plebes nei primi anni '80, insieme all'amico Jay Farrar. I Plebes cambiarono nel 1984 il loro nome in The Primitives, e successivamente in Uncle Tupelo. Gli Uncle Tupelo guadagnarono sufficiente seguito da ottenere la possibilità di incidere un disco e suonare in tour a livello nazionale. Dopo aver pubblicato quattro album il gruppo si sciolse nel 1994 a causa di conflitti tra Tweedy e Farrar.
Nel 1994, Tweedy formò i Wilco con John Stirratt, Max Johnston, e Ken Coomer. I Wilco hanno registrato sette album e raggiunto il successo commerciale con i loro lavori Yankee Hotel Foxtrot, A Ghost Is Born, e Sky Blue Sky. Il gruppo ha anche collaborato in due album con Billy Bragg e in uno con i The Minus 5. I Wilco hanno vinto due Grammy Awards nel 2005, tra cui quello per Best Alternative Album per A Ghost Is Born.
Tweedy ha partecipato in diversi progetti musicali collaterali, tra i quali i Golden Smog e i Loose Fur, ha scritto un libro di poesie, ed è uscito un DVD di sue esibizioni soliste. La sua musica è stata influenzata originariamente dal punk e dal country, anche se recentemente ha introdotto in essa temi maggiormente sperimentali.

## Discografia

### Uncle Tupelo
- 1990 - No Depression
- 1991 - Still Feel Gone
- 1992 - March 16–20, 1992
- 1993 - Anodyne

### Wilco
- 1995 - A.M.
- 1996 - Being There
- 1999 - Summerteeth
- 2002 - Yankee Hotel Foxtrot
- 2004 - A Ghost Is Born
- 2007 - Sky Blue Sky
- 2009 - Wilco (The Album)
- 2011 - The Whole Love
- 2015 - Star Wars
- 2016 - Schmilco
- 2019 - Ode to joy
- 2020 - Love Is The King
- 2023 - Cousin

### Tweedy
- 2014 - Sukierae

### Solista
- 2017 - Together at Last
- 2018 - WARM
- 2019 - WARMER
- 2020 - Love Is the King